# Јован Живковић
Барон Јован Живковић Фрушкогорски (Сремски Карловци, 11. април 1826 — Загреб, 8. април 1902) био је српски правник, политичар и банкар.

## Биографија
Рођен је у Сремским Карловцима као млађи брат Владике Теофана Живковића. Гимназију је учио у Карловцима, а правне науке у Печују и Пожуну. Учествовао је у припремама за Мајску скупштину 1848. године. По завршетку Мађарске револуције одлази у Беч, где довршава правне науке. Ту је припадао родољубивом кругу Вука Караџића. После свршених студија одлази у Темишвар, где је боравио до 1870. године, када је изабран за сремског поджупана, већника Банског стола и најзад Стола седморице у Загребу, где је остао све до 1873. године. Учествовао је у раду Благовештенског сабора, на којем се залагао за припајање Срема троједници. Године 1861. ушао је у хрватски сабор као посланик Сремске жупаније и присталица Унионистичке странке.
Савез између Хрватске и Угарске схватао је као савез двеју краљевина, које су спојене јединством круне и свих послова установљених прагматичном санкцијом. Тражио је аутономију за Хрватску уз признање прерогатива у правосуђу, управној и просветно-наставној области. После 1865. године, деловао је као истински вођа униониста. Залагао се да се са Угарском одмах започну преговори о нагодби. Године 1873, када је власт у Хрватској прешла у руке Народне странке Ивана Мажуранића, а он постао бан, Живковић је добио дужност шефа унутрашњих послова. Године 1883. је отишао у пензију, али се и даље ангажовао у јавним пословима, посебно привредног карактера. Као првак Србадије учествовао је 1893. на манифестацији у Дубровнику, приликом откривања Гундулићевог споменика.
Године 1895. изабран је за првог председника Управног одбора Српске банке у Загребу. Био је витез Реда железне круне Другог реда и Малтешког крста реда „Светог Степана“.